# إسماعيل النعمي
إسماعيل بن عز الدين النعمي التهامي اليمني (1180 هـ - 1220 هـ). هو رجل دين زيدي يمني ويرجِّح بعض الكتَّاب اعتناقه للتشيُّع الإثني عشري في وقت لاحق، فقد ذكر على سبيل المثال أحمد الحسيني في كتابه تراجم الرجال ما نصّه: «كان زيدياً ثم تمذهب بمذهب الإماميَّة كما يبدو ممَّا جاء في البدر الطالع»، ولم يوضح وإنَّما أحال إلى البدر الطالع بمحاسن من بعد القرن السابع للشوكاني الذي أفرد ترجمة لمحمد بن عز الدين النعمي الأخ الأصغر لإسماعيل النعمي، وتحدَّث فيها عن إسماعيل النعمي ولمَّح إلى تشيعه إذ قال: «شغل نفسه بجمع مؤلِّف غالبه من كتب الرافضة ثم تشدَّد في الرفض وصار يملي ما جمعه بجامع صنعاء في أيام رمضان»، وقد ترجم كذلك الإثني عشري محسن الأمين العاملي للنعمي في كتابه أعيان الشيعة وأطرى عليه قائلاً عنه: «كان عالماً فاضلاً محدثاً شاعراً أديباً كاتباً منشئاً».
وأشار الشوكاني في موضع آخر من كتابه إشارات أخرى تشير بوضوح إلى سلوك النعمي مسلك الشيعة الإثني عشريَّة إذ قال عنه: «كان رافضياً جلداً (...) وصار يجمع مؤلفات من كتب الرافضة ويميلها في الجامع (...) ويسعى في تفريق المسلمين ويوهمهم أنَّ أكابر العلماء وأعيانهم ناصبة يبغضون علياً كرم الله وجهه بل جمع كتاباً يذكر فيه أعيان العلماء وينفر الناس عنهم (...) وتارة يسميهم سنية وتارة يسميهم ناصبة (...) فلا يعرف شيئاً إلا مجرد المطالعة لمؤلفات الرافضة الإماميَّة».

## حبسه ووفاته
وفي أخريات حياته أخذ إلى حبس زيلع وتوفي محبوساً قبل سنة 1220 هـ.

## مصنفاته
| - لسيف الباتر المضيء لكشف الإبهام والتمويه في إرشاد الغبي. أشار الشوكاني بنفسه إلى ذلك إذ قال في ترجمته له: «هو من جملة المجيبين عليَّ في الرسالة التي سميتها إرشاد الغبي». | - إثبات عصمة الأنبياء والأئمة. - ديوان شعر. |